# مجزرة دار الأم تريزا في عدن
مجزرة دار الأم تريزا هي جريمة قتل جماعي أُرتكبت داخل دار للعجزة والمسنين بعدن في 4 مارس 2016. قُتل 16 شخصاً بينهم أربعة راهبات كاثوليكيات اثنتان من رواندا، والأخريات كن من الهند وكينيا. بالإضافة إلى حارسين وطباخ يمنيين وخمسة نساء إثيوبيات والبقية من المساعدين المتطوعين ولم يُصب أي من المسنين بأذى. وأُختطف راهب هندي واحد اسمه توم أوزهونانيل. هوية المنفذين مجهولة ونشرت وسائل إعلامية بياناً منسوب لأنصار الشريعة، أحد عدة تنظيمات جهادية نشطة في البلاد، ينفي صلته بالواقعة. وزيرة الخارجية الهندية سوشما سوراج أشارت إلى هوية المنفذين بالـ«إرهابيين». صحيفة تايمز أوف إنديا تقول أنه بات من المؤكد أن المهاجمين ينتمون لتنظيم الدولة الإسلامية، دون إشارةٍ لمصدر التأكيد. بعثة الأمم المتحدة إلى اليمن اقترحت في بيان وقوف مسلحي الدولة الإسلامية خلف الهجوم، ولم تعلن أي جهة مسؤوليتها عن الواقعة. غير أنها ليست المرة الأولى التي يستهدف فيها مسلحون إسلاميون مؤسسات مسيحية في البلاد.

## خلفية
يعود تواجد المسيحية في اليمن إلى القرن الرابع الميلادي باعتناق عدد من الحِميَّريين للمعتقد بفضل جهود ثيوفيلوس الهندي. حالياً، لا توجد احصاءات رسمية عن أعدادهم ولكنها تُقدر ما بين ثلاثة آلاف إلى 25,000 نسمة، ومعظمهم من اللاجئين أو المقيمين مؤقتاً. حرية العبادة وترك الإسلام أو الانتقال إلى دينٍ آخر وبناء منشآت مخصصة للعبادة ليست حقوقاً مُعترفٌ بها في الدستور والقوانين. في نفس الوقت، تم تسهيل وتمويل وتشجيع نشاطات دعوية وهابية مرتبطة بالتجمع اليمني للإصلاح عبر جبهات متعددة منها وزارة الأوقاف والإرشاد، التي تقول أنَّ من مهامها «المساهمة في تنمية الوعي الإسلامي وتعميم نشر التربية والأخلاق الإسلامية وترسيخها في حياة المواطنين العامة والخاصة».
تعمل الإرساليات الخيرية التي أسستها الأم تريزا في عدن منذ العام 1992، ولديها ثلاث مراكز أخرى في صنعاء وتعز والحديدة. قُتلت ثلاث راهبات كاثوليكيات بالحديدة عام 1998، اثنتان من الهند والثالثة من الفليبين على يد عضو التجمع اليمني للإصلاح عبد الله الناشري بحجة أنهم كانوا يدعون إلى المسيحية. في 2002، قُتل ثلاثة أميركيين في مستشفى جبلة المعمداني الجنوبي على يد إصلاحي آخر يدعى عابد عبد الرازق كامل. يقول الناجون بأن المستشفى كان «كرة قدم سياسية» غالباً ما يثيرها الإسلاميون (الإصلاحيون)، يتحدثون عنها في المساجد ويصفون عمال المشفى بالـ«جواسيس». ولكنهم شددوا أنَّ هذه الأصوات أقلية بين اليمنيين. في ديسمبر 2015، دُمرت كنيسة كاثوليكية قديمة في عدن.
منذ تصاعد الأزمة اليمنية في مارس 2015، بقي ستة قساوسة من سلاسية دون بوسكو وعشرون عاملاً من الإرساليات الخيرية في البلاد وصفهم البابا فرانسيس بالشجاعة لثباتهم وسط الحرب والنزاع. ودعا النائب الرسولي لجنوب الجزيرة العربية بالصلاة لكل المضطهدين والمعذبين، المطرودين من منازلهم، والمقتولين ظلما. في كل الأحوال وبغض النظر عن قِيَمِ وأخلاقيات القوى المتحاربة في اليمن بشأن الحريات الدينية، لم يثبت أن هذه الإرساليات الخيرية نشطة في مجال التبشير وفق شهادات المستفيدين من خدماتها.

## الهجوم
وقع الهجوم على الدار في الساعة الثانية عشر والنصف ظهراً، عندما ادعى مسلحان أنهم بصدد زيارة والدتهم المسنة بهدف اقناع الحراس فتح البوابة الرئيسية. فور دخولهم، بدأ باطلاق النار بشكل عشوائي، وفقاً لمسؤولين هنود في وزارة الخارجية. دخلوا المبنى وكانت الراهبات يحضرن طعام الالإطار للنزلاء، أربعة من خمس راهبات شعرن بالخطر وحاولن الاختباء في الدير، أسقطن بالرصاص في منطقة مكشوفة. اقتحموا جميع الغرف ودمروا خيمة الاجتماع، التماثيل والصلبان في الكنيسة الصغيرة. قُيد وثاق بعض القتلى وأُطلق النار على رؤوسهم، وانتشرت صور يُزعم أنها لجثث الضحايا وأياديهم مكبلة إلى الخلف وسط تجمع صغير للدماء. في إحدى الصور، تظهر إمرأتان بلباس الراهبات ملقتان أرضاً في ساحة ترابية بدماء مُرَكَّزة على غطاء الرأس من الجهة الخلفية، وهو ما يعني أن القاتل قادهم إلى الساحة وأطلق النار من مسافة قريبة بأسلوب الإعدام. كان المسلحان يرتديان بزة نظامية «شبه زرقاء».

وفقاً لوكالة الأنباء الكاثوليكية، آخر صلاة تلتها الراهبات قبل مقتلهن كانت صلاة الكشاف التي تقول:

سونيتا كومار، متحدث باسم الإرساليات الخيرية وصفت القتلة بالـ«عته»، مضيفة أنها لا تستطيع التفكير في سببٍ آخر لاقتحام مسلحين وقتل ممرضات بريئات بذلوا حياتهم لمساعدة الآخرين. الأسقف مايكل لويس من الكنيسة الأنجليكية قال بأن الدار كان يحوي سبعين أو ثمانين مسناً، كثير منهم من المعوزين في الشوارع. قال كذلك أن ما من شك لديه بوقوف عناصر وهابية خلف الهجوم، معبراً عن ثقته أن الواقعة ستجابه بالاستنكار ممن وصفهم بالـ«مسلمين الحقيقيين» وأبناء عدن. علق الفاتيكان قائلاً بأن البابا فرانسيس يصلي أن توقظ هذه المذبحة التي لا طائل منها ضمائر المتقاتلين، وتؤدي إلى تغيير في القلب يلهمهم ترك السلاح واتخاذ طريق الحوار. وصف فرانسيس الجريمة بالـ«شيطانية» وقال عن الراهبات أنهن «شهداء هذه الأيام» مضيفاً أنهن قُتلن من المهاجمين ومن «عولمة اللامبالاة» على حد تعبيره. ونشر بياناً جاء فيه:
أعلنت الإرساليات الخيرية مواصلة عملها في اليمن برغم الظروف المحلية.

## الضحايا
| البلد   | العدد | المصدر. |
| ------- | ----- | ------- |
| اليمن   | 7     | [ 23 ]  |
| إثيوبيا | 5     | [ 23 ]  |
| رواندا  | 2     | [ 23 ]  |
| الهند   | 1     | [ 23 ]  |
| كينيا   | 1     | [ 23 ]  |
| المجموع | 16    | [ 23 ]  |

وكما تم اختطاف راهب هندي.